# Mount Hagen (Vulkan)
Der Mount Hagen (in der deutschen Kolonialzeit Hagensberg genannt) ist ein Stratovulkan und höchste Erhebung im gleichnamigen Hagengebirge im Grenzgebiet der Provinzen Western Highlands und Enga in Papua-Neuguinea. Er ist nach dem Mount Giluwe, der rund 35 Kilometer südwestlich liegt, der zweithöchste Vulkan in Papua-Neuguinea und auf dem australischen Kontinent.
Etwa 24 Kilometer nordwestlich des Berges liegt die nach dem Berg benannte Stadt Mount Hagen mit einem Flughafen (IATA-Flughafencode: HGU).
Benannt ist der Mount Hagen, wie auch das Hagengebirge, nach dem Deutschen Curt von Hagen, dem damaligen Generaldirektor der Neuguinea-Kompagnie und Landeshauptmann von Deutsch-Neuguinea.

## Geographie und Klima
Der Mount Hagen ist ein alter Stratovulkan, der während mehrerer pleistozäner Vereisungen stark erodiert wurde. Die maximale Ausdehnung der dortigen Gletscher war weniger als halb so groß wie auf dem viel höheren Berg Giluwe. Sie umfassten eine Fläche von bis zu 50 km² und erstreckten sich bis unter 3400 m.
Die Region um den Mount Hagen ist vom Hochgebirgscharakter des Hagengebirges geprägt und stark bewaldet, während der Gipfel und seine Umgebung oberhalb der Baumgrenze liegen und nur mit Gräsern bewachsen sind.
Die Durchschnittstemperatur beträgt 7 °C. Der wärmste Monat ist der September mit 8 °C und der kälteste der Februar mit 2 °C. Der durchschnittliche Niederschlag beträgt 3483 Millimeter pro Jahr. Der feuchteste Monat ist der Januar mit 400 Millimetern Regen und der trockenste der Juli mit 207 Millimetern.